# Kathleen Verlaak
Kathleen Verlaak is een Belgisch korfbalster.

## Levensloop
Verlaak was actief bij AKC. Tevens maakte ze deel uit van het Belgisch nationaal team, waarmee ze onder meer zilver won op de Europese kampioenschappen van 2014 en 2016.